# Vagn Lundbye
Vagn Lundbye (født 22. november 1933 i Vanløse, død 20. august 2016) var en dansk forfatter. 
Vagn Lundbye voksede op i Aarhus, efter sin skolegang blev han uddannet som officer og derefter som lærer. Han debuterede i tidsskriftet Vindrosen med novellen "En af disse" i 1964. Første udgivelse var romanen Signalement, som udkom i 1966.
Vagn Lundbye modtog i 2002 Det Danske Akademis Store Pris. I 1992 modtog han Beatrice Prisen.

## Filmografi[2]
- Albert Dam, 1969 instruktion, dokumentarfilm
- Frændeløs, 1970, instruktion, eksperimentalfilm
- Eftersøgningen, 1971, instruktion, eksperimentalfilm
- Arilds tid, 1988, manuskript, svensk spillefilm
- Morten Korch - Solskin kan man altid finde, 1999, medvirkende, dokumentarfilm

## Udstilling
- Ramt af renhed - En hyldest fra kunstneren Finn Winge Nielsen[3]